# Ronda 5 de 2008 da Superleague Fórmula
A 5ª Ronda de 2008 da Superleague Fórmula foi realizada no fim-de-semana de 1 e 2 de Novembro de 2008 no ACI Vallelunga Circuit, em Itália. A 1ª corrida foi vencida pelo clube chinês Beijing Guoan, com o italiano Davide Rigon a conduzir. A 2ª corrida foi vencida pelo FC Porto, único clube português em prova, com o carro pilotado pelo francês Tristan Gommendy.

## Resultados[1]

### Qualificação

#### Grupo A
| Pos. | Clube                  | Equipa de Automobilismo | Piloto                | Tempo     |
| ---- | ---------------------- | ----------------------- | --------------------- | --------- |
| 1    | SC Corinthians         | EuroInternational       | Antônio Pizzonia      | 1:21.847  |
| 2    | A.C. Milan             | Scuderia Playteam       | Robert Doornbos       | 1:22.551  |
| 3    | Galatasaray S.K.       | Scuderia Playteam       | Alessandro Pier Guidi | 1:22.684  |
| 4    | A.S. Roma              | FMS International       | Franck Perera         | 1:22.715  |
| 5    | Atlético de Madrid     | EuroInternational       | Andy Soucek           | 1:22.833  |
| 6    | PSV Eindhoven          | Azerti Motorsport       | Yelmer Buurman        | 1:23.229  |
| 7    | Tottenham Hotspur F.C. | GTA Motor Competicion   | Duncan Tappy          | 1:24.345  |
| 8    | F.C. Porto             | Hitech Junior Team      | Tristan Gommendy      | 1:24.516  |
| 9    | Al Ain FC              | Azerti Motorsport       | Paul Meijer           | sem tempo |

#### Grupo B
| Pos. | Clube             | Equipa de Automobilismo | Piloto            | Tempo     |
| ---- | ----------------- | ----------------------- | ----------------- | --------- |
| 1    | Beijing Guoan     | Zakspeed                | Davide Rigon      | 1:22.322  |
| 2    | CR Flamengo       | Team Astromega          | Tuka Rocha        | 1:22.471  |
| 3    | R.S.C. Anderlecht | Team Astromega          | Craig Dolby       | 1:22.874  |
| 4    | Liverpool F.C.    | Hitech Junior Team      | Adrián Vallés     | 1:22.885  |
| 5    | Rangers F.C.      | Alan Docking Racing     | Ryan Dalziel      | 1:23.498  |
| 6    | FC Basel          | GU-Racing International | Max Wissel        | 1:23.664  |
| 7    | Sevilla FC        | GTA Motor Competicion   | Borja García      | 1:23.758  |
| 8    | Olympiacos CFP    | GU-Racing International | Stamatis Katsimis | 1:24.661  |
| 9    | Borussia Dortmund | Zakspeed                | Enrico Toccacelo  | sem tempo |

##### Quadro de Eliminatórias
|  | Quartas de final                                         | Quartas de final                             |                                                 |          | Semifinais | Semifinais |  |  | Final | Final |
|  |                                                          |                                              |                                                 |          |            |            |  |  |       |       |
|  | A1-B4                                                    |                                              |                                                 |          |            |            |  |  |       |       |
|  |                                                          |                                              |                                                 |          |            |            |  |  |       |       |
|  | SC Corinthians Antônio Pizzonia EuroInternational        | 1:22.627                                     |                                                 |          |            |            |  |  |       |       |
|  | SC Corinthians Antônio Pizzonia EuroInternational        | 1:22.627                                     | B4-B2                                           |          |            |            |  |  |       |       |
|  | Liverpool F.C. Adrián Vallés Hitech Junior Team          | 1:22.411                                     |                                                 |          |            |            |  |  |       |       |
|  | Liverpool F.C. Adrián Vallés Hitech Junior Team          | 1:22.411                                     | Liverpool F.C. Adrián Vallés Hitech Junior Team | 1:22.524 |            |            |  |  |       |       |
|  | A3-B2                                                    |                                              | Liverpool F.C. Adrián Vallés Hitech Junior Team | 1:22.524 |            |            |  |  |       |       |
|  |                                                          | CR Flamengo Tuka Rocha Team Astromega        | 1:30.310                                        |          |            |            |  |  |       |       |
|  | Galatasaray S.K. Alessandro Pier Guidi Scuderia Playteam | CR Flamengo Tuka Rocha Team Astromega        | 1:30.310                                        | 1:22.771 |            |            |  |  |       |       |
|  | Galatasaray S.K. Alessandro Pier Guidi Scuderia Playteam |                                              | B4-A2                                           | 1:22.771 |            |            |  |  |       |       |
|  | CR Flamengo Tuka Rocha Team Astromega                    | 1:22.261                                     |                                                 |          |            |            |  |  |       |       |
|  | CR Flamengo Tuka Rocha Team Astromega                    | 1:22.261                                     | Liverpool F.C. Adrián Vallés Hitech Junior Team | 1:21.855 |            |            |  |  |       |       |
|  | A2-B3                                                    |                                              | Liverpool F.C. Adrián Vallés Hitech Junior Team | 1:21.855 |            |            |  |  |       |       |
|  |                                                          | A.C. Milan Robert Doornbos Scuderia Playteam | 1:22.115                                        |          |            |            |  |  |       |       |
|  | A.C. Milan Giorgio Pantano Scuderia Playteam             | A.C. Milan Robert Doornbos Scuderia Playteam | 1:22.115                                        | 1:22.122 |            |            |  |  |       |       |
|  | A.C. Milan Giorgio Pantano Scuderia Playteam             | A2-B1                                        |                                                 | 1:22.122 |            |            |  |  |       |       |
|  | R.S.C. Anderlecht Craig Dolby Team Astromega             | 1:22.645                                     |                                                 |          |            |            |  |  |       |       |
|  | R.S.C. Anderlecht Craig Dolby Team Astromega             | 1:22.645                                     | A.C. Milan Robert Doornbos Scuderia Playteam    | 1:21.680 |            |            |  |  |       |       |
|  | A4-B1                                                    |                                              | A.C. Milan Robert Doornbos Scuderia Playteam    | 1:21.680 |            |            |  |  |       |       |
|  |                                                          | Beijing Guoan Davide Rigon Zakspeed          | 1:22.373                                        |          |            |            |  |  |       |       |
|  | A.S. Roma Franck Perera FMS International                | Beijing Guoan Davide Rigon Zakspeed          | 1:22.373                                        | 1:21.998 |            |            |  |  |       |       |
|  | A.S. Roma Franck Perera FMS International                |                                              |                                                 | 1:21.998 |            |            |  |  |       |       |
|  | Beijing Guoan Davide Rigon Zakspeed                      | 1:21.836                                     |                                                 |          |            |            |  |  |       |       |
|  | Beijing Guoan Davide Rigon Zakspeed                      | 1:21.836                                     |                                                 |          |            |            |  |  |       |       |

### Corridas

#### Corrida 1

##### Grelha de Partida
| Pos. | Clube                                              | Equipa de Automobilismo | Piloto                | Tempo     |
| ---- | -------------------------------------------------- | ----------------------- | --------------------- | --------- |
| 1    | Liverpool F.C.                                     | Hitech Junior Team      | Adrián Vallés         | 1:21.855  |
| 2    | A.C. Milan                                         | Scuderia Playteam       | Robert Doornbos       | 1:22.115  |
| 3    | Beijing Guoan                                      | Zakspeed                | Davide Rigon          | 1:22.373  |
| 4    | CR Flamengo                                        | Team Astromega          | Tuka Rocha            | 1:30.310  |
| 5    | Galatasaray S.K.                                   | Scuderia Playteam       | Alessandro Pier Guidi | 1:22.771  |
| 6    | Equipa da Superleague Fórmula do R.S.C. Anderlecht | Team Astromega          | Craig Dolby           | 1:22.645  |
| 7    | A.S. Roma                                          | FMS International       | Franck Perera         | 1:21.998  |
| 8    | SC Corinthians                                     | EuroInternational       | Antônio Pizzonia      | 1:22.627  |
| 9    | Atlético de Madrid                                 | EuroInternational       | Andy Soucek           | 1:22.833  |
| 10   | Rangers F.C.                                       | Alan Docking Racing     | Ryan Dalziel          | 1:23.498  |
| 11   | PSV Eindhoven                                      | Azerti Motorsport       | Yelmer Buurman        | 1:23.229  |
| 12   | FC Basel                                           | GU-Racing International | Max Wissel            | 1:23.664  |
| 13   | Tottenham Hotspur F.C.                             | GTA Motor Competicion   | Duncan Tappy          | 1:24.345  |
| 14   | Sevilla FC                                         | GTA Motor Competicion   | Borja García          | 1:23.758  |
| 15   | F.C. Porto                                         | Hitech Junior Team      | Tristan Gommendy      | 1:24.516  |
| 16   | Olympiacos CFP                                     | GU-Racing International | Stamatis Katsimis     | 1:24.661  |
| 17   | Borussia Dortmund                                  | Zakspeed                | Enrico Toccacelo      | sem tempo |
| 18   | Al Ain FC                                          | Azerti Motorsport       | Paul Meijer           | sem tempo |

| Cor | Observação                       |
| --- | -------------------------------- |
|     | Disputa pela pole                |
|     | Eliminados na semi-final         |
|     | Eliminados nas quartas-de-finais |
|     | Eliminados na 1ª fase            |

##### Classificação
| Pos                                                               | Clube                  | Equipa de Automobilismo | Piloto                | Voltas | Tempo/Aband. | Grelha | Pts. |
| ----------------------------------------------------------------- | ---------------------- | ----------------------- | --------------------- | ------ | ------------ | ------ | ---- |
| 1                                                                 | Beijing Guoan          | Zakspeed                | Davide Rigon          | 32     | 45:40.448    | 3      | 50   |
| 2                                                                 | A.C. Milan             | Scuderia Playteam       | Robert Doornbos       | 32     | +1.679       | 2      | 45   |
| 3                                                                 | Galatasaray S.K.       | Scuderia Playteam       | Alessandro Pier Guidi | 32     | +11.750      | 5      | 40   |
| 4                                                                 | CR Flamengo            | Team Astromega          | Tuka Rocha            | 32     | +32.539      | 4      | 36   |
| 5                                                                 | Rangers F.C.           | Alan Docking Racing     | Ryan Dalziel          | 32     | +33.205      | 10     | 32   |
| 6                                                                 | SC Corinthians         | EuroInternational       | Antônio Pizzonia      | 32     | +34.288      | 8      | 29   |
| 7                                                                 | R.S.C. Anderlecht      | Team Astromega          | Craig Dolby           | 32     | +35.238      | 6      | 26   |
| 8                                                                 | F.C. Porto             | Hitech Junior Team      | Tristan Gommendy      | 32     | +35.712      | 15     | 23   |
| 9                                                                 | Liverpool F.C.         | Hitech Junior Team      | Adrián Vallés         | 32     | +38.594      | 1      | 20   |
| 10                                                                | PSV Eindhoven          | Azerti Motorsport       | Yelmer Buurman        | 32     | +43.216      | 11     | 18   |
| 11                                                                | Tottenham Hotspur F.C. | GTA Motor Competicion   | Duncan Tappy          | 32     | +59.987      | 13     | 16   |
| 12                                                                | FC Basel               | GU-Racing International | Max Wissel            | 32     | +1:02.549    | 12     | 14   |
| 13                                                                | Olympiacos CFP         | GU-Racing International | Stamatis Katsimis     | 31     | +1 Volta     | 16     | 12   |
| 14                                                                | Al Ain FC              | Azerti Motorsport       | Dominick Muermans     | 31     | +1 Volta     | 18     | 10   |
| 15 (NA)                                                           | A.S. Roma              | FMS International       | Franck Perera         | 29     | Furo         | 7      | 8    |
| 16 (NA)                                                           | Atlético de Madrid     | EuroInternational       | Andy Soucek           | 27     | Motor        | 9      | 7    |
| 17 (NA)                                                           | Sevilla FC             | GTA Motor Competicion   | Borja García          | 15     | Potência     | 14     | 6    |
| 18 (NA)                                                           | Borussia Dortmund      | Zakspeed                | Enrico Toccacelo      | 2      | Suspensão    | 17     | 5    |
| Volta mais rápida: Beijing Guoan, Zakspeed, Davide Rigon 1:23.586 |                        |                         |                       |        |              |        |      |

Nota: NC: Não começou a corrida; NA: Não acabou a corrida

#### Corrida 2
Nota: A grelha de partida para a 2ª Corrida corresponde à inversão total das posições finais da 1ª Corrida (por exemplo: o último da 1ª Corrida partirá em 1º para a 2ª Corrida)
| Pos                                                                            | Clube                  | Equipa de Automobilismo | Piloto                | Voltas | Tempo/Aband.         | Grelha | Pts. |
| ------------------------------------------------------------------------------ | ---------------------- | ----------------------- | --------------------- | ------ | -------------------- | ------ | ---- |
| 1                                                                              | F.C. Porto             | Hitech Junior Team      | Tristan Gommendy      | 30     | 46:15.508            | 11     | 50   |
| 2                                                                              | A.S. Roma              | FMS International       | Franck Perera         | 30     | +1.482               | 4      | 45   |
| 3                                                                              | PSV Eindhoven          | Azerti Motorsport       | Yelmer Buurman        | 30     | +4.562               | 9      | 40   |
| 4                                                                              | Liverpool F.C.         | Hitech Junior Team      | Adrián Vallés         | 30     | +13.321              | 10     | 36   |
| 5                                                                              | Beijing Guoan          | Zakspeed                | Davide Rigon          | 30     | +14.126              | 18     | 32   |
| 6                                                                              | R.S.C. Anderlecht      | Team Astromega          | Craig Dolby           | 30     | +25.284              | 12     | 29   |
| 7                                                                              | Rangers F.C.           | Alan Docking Racing     | Ryan Dalziel          | 30     | +30.185              | 14     | 26   |
| 8                                                                              | Al Ain FC              | Azerti Motorsport       | Dominick Muermans     | 30     | +1:04.015            | 5      | 23   |
| 9 (NA)                                                                         | Olympiacos CFP         | GU-Racing International | Stamatis Katsimis     | 26     | Acidente             | 6      | 20   |
| 10 (NA)                                                                        | Tottenham Hotspur F.C. | GTA Motor Competicion   | Duncan Tappy          | 26     | Acidente             | 8      | 18   |
| 11 (NA)                                                                        | Galatasaray S.K.       | Scuderia Playteam       | Alessandro Pier Guidi | 26     | Acidente             | 16     | 16   |
| 12 (NA)                                                                        | Atlético de Madrid     | EuroInternational       | Andy Soucek           | 21     | Caixa de Velocidades | 3      | 14   |
| 13 (NA)                                                                        | Sevilla FC             | GTA Motor Competicion   | Borja García          | 18     | Travões              | 2      | 12   |
| 14 (NA)                                                                        | Borussia Dortmund      | Zakspeed                | Enrico Toccacelo      | 8      | Acidente             | 1      | 10   |
| 15 (NA)                                                                        | FC Basel               | GU-Racing International | Max Wissel            | 3      | Motor                | 7      | 8    |
| 16 (NA)                                                                        | SC Corinthians         | EuroInternational       | Antônio Pizzonia      | 0      | Acidente             | 13     | 7    |
| 17 (NA)                                                                        | A.C. Milan             | Scuderia Playteam       | Robert Doornbos       | 0      | Acidente             | 17     | 6    |
| 18 (NA)                                                                        | CR Flamengo            | Team Astromega          | Tuka Rocha            | 0      | Acidente             | 15     | 5    |
| Volta mais rápida: Atlético de Madrid, EuroInternational, Andy Soucek 1:23.475 |                        |                         |                       |        |                      |        |      |

Nota: NC: Não começou a corrida; NA: Não acabou a corrida

## Tabela do campeonato após a corrida
Nota: Só as cinco primeiras posições estão incluídas na tabela.
| Pos | Clube | Equipa de Automobilismo | Piloto | Pontos |
| --- | ----- | ----------------------- | ------ | ------ |
| 1   |       |                         |        |        |
| 2   |       |                         |        |        |
| 3   |       |                         |        |        |
| 4   |       |                         |        |        |
| 5   |       |                         |        |        |

## Ver Também
ACI Vallelunga Circuit